# Udornica
Udornica je kraška dolina, ki je nastala zaradi udora jamskega stropa, kar je jamo nekako odkrilo in jo spremenilo v dolino. S časom se ta dolina lahko poraste in pojavijo se izviri na enem koncu in ponori na drugem. To so seveda ostanki reke, ki je nekdaj potekala po jami.

## Nastanek
Ne smemo misliti, da vsi udori nastanejo mahoma, z enim samim ugrezom velike količine površja. Kjer se je to zgodilo, so na dnu razvidni ostanki podornih mas, a gre vedno za manjše primere vrtač. Za pravilno razumevanje udornic je treba upoštevati predvsem njih velikost. Jame, ki bi z udorom lahko ustvarile tako velike doline, bi morale biti ogromne. Tako prostornih jam, oziroma dvoran v jamah, pa skorajda ni. Zato se je utrdilo mnenje, da so udorne doline nastale postopoma in zelo počasi iz kamina med površjem in jamo ali celo iz skromne razpoke v prepustnih tleh. V ledeni dobi je skalovje zaradi mraza mehanično razpadalo in površinska voda (predvsem deževnica) je skozi kamin ali razpoko nosila v podzemlje grušč, ki je pri tem nastajal. Kamin se je razširjal v lijak in korozija ter erozija sta se tako pospeševali bodisi na površini kot v podzemlju. Na dnu kamina ali razpoke so bila seveda neprepustna tla, po katerih si je voda iskala poti vse naokoli in s seboj nosila grušč ter ustvarjala skledasto dno bodoče udornice. S časom se je kamin ali razpoka vedno bolj širila in izpodjedala lastne stene, dokler ni prišlo do velikih udornic, kot jih poznamo danes.
Ta teorija o nastanku udornic ni splošno sprejeta. Eden od ugovorov zavrača upoštevanje tako obsežnega zgodovinskega obdobja, saj bi potemtakem skoraj vse vrtače bile bodoče udornice. Drugi spet oporekajo skledasti obliki neprepustnega dna, saj na Slovenskem tako obširnih vododržnih predelov skorajda ni. Zagovorniki teorije sprejemajo te pomisleke in sklepajo, da se zemeljska površina še vedno izoblikuje in postaja vedno bolj »gladka«: kraško preperevanje naj bi bilo le nekakšno naravno odstranjevanje kamnitih izboklin, kar bi med drugim gornjo teorijo potrjevalo.

## Koliševka
Koliševka je oblika udorne kraške doline (udornice), katere značilnost je, da je porasla z drevjem. Tudi tuji raziskovalci našega krasa poznajo ta izraz; leta 1958 je na primer Schmidl opisal Planinsko »Koschieluko« (Unška koliševka)?. Koliševka se posebej omenja, ker prav gozdovi na njenih pobočjih odločilno vplivajo na sam njen razvoj. Posebno v letnih časih, ko je sonce nizko, drevesa preprečujejo sončno obsevanje pobočij, kar seveda niža povprečno temperaturo, zadržuje sneg in tako pospešuje erozijo. Zaradi večne gozdne sence na dnu kotline je mogoč toplotni obrat, ki popolnoma spremeni življenjske razmere v koliševkah.

## Brezno
Čeprav bi dala beseda misliti na luknjo »brez dna«, ali vsaj zelo globoko votlino, kraško izrazoslovje uporablja ta izraz le za navpične jame katerekoli vrste. Večinoma so to udorna brezna, ki so popolnoma enaka koliševkam, le z zelo majhnim premerom, a prav tako porasla z gozdom. Lahko so pa tudi prave kraške jame, ki se strmo navpično spuščajo v globino in jih zato ni mogoče obiskati brez planinske jamarske opreme. Ta brezna so seveda brez vsakršnega rastlinstva. Krasijo jih pa kapniki, podzemni slapovi, ledeniške oblike.